# Hurrungane-hegység
A Hurrungane-hegység (más írásmódokkal: Hurrungene, Hurrungadn, Horungane) egy hegyvonulat Luster és Årdal települések közelében, Sogn og Fjordane megyében, Norvégiában.
A terület a Jotunheimen-hegység déli vidékén terül el és a Jotunheimen Nemzeti Park részét képezi.
A hegyvonulat 23 2000 méternél magasabb hegycsúcsot foglal magába. Számos hegycsúcsot ezek közül kizárólag hegymászás, illetve gleccsereken való átkelés révén lehet csak meghódítani. A túrázók számára Turtagrø település a kiindulópont, amely a Sognefjellsvegen (RV55) turistaútvonal mentén található.
A területen található legmagasabb hegycsúcsok a következők:
- Store Skagastølstinden: 2405 m
- Store Styggedalstinden: 2387 m
- Jervvasstind (Gjertvasstind): 2351 m
- Sentraltind: 2348 m
- Vetle Skagastølstind: 2340 m
- Midtre Skagastølstind: 2284 m
- Skagastølsnebbet: 2222 m
- Store Austanbotntind: 2202 m

## Nevének eredete
A Hurrungane egy többes számban álló norvég szó. Az előtag a "hurra" szóból ered, amely sietséget, gyors (és nagy robajjal járó) mozgást jelent. Az utótag "-ung" a cselekvő személyre vagy tárgyra utal. Ennek alapján a Hurrungane kifejezés jelentése "a zajkeltők".

## Fordítás
Ez a szócikk részben vagy egészben  a   Hurrungane című angol Wikipédia-szócikk ezen változatának fordításán alapul.  Az eredeti cikk szerkesztőit annak laptörténete sorolja fel. Ez a jelzés csupán a megfogalmazás eredetét és a szerzői jogokat jelzi, nem szolgál a cikkben szereplő információk forrásmegjelöléseként.